# Mädelegabel
Mädelegabel je hora v Algavských Alpách na hranici mezi Německem a Rakouskem. Její vrchol dosahuje výšky 2645 metrů nad mořem. Na jihovýchodním svahu se nachází ledovec Schwarzmilzferner. Název hory pochází z německých slov „mähder“ (horská louka) a „gabel“ (vidlička), protože Mädelegabel spolu s Trettachspitze a Hochfrottspitze tvoří nápadnou trojici hrotů připomínajících vidličku.

## Výstup
Potvrzený prvovýstup uskutečnil v roce 1852 Otto Sendtner, ale pravděpodobně byl zdolán už v roce 1818 během průzkumných prací, případně v roce 1835 při vytyčování státní hranice.
Díky dalekým výhledům a blízkosti Oberstdorfu je hora populárním cílem pěší i lyžařské turistiky. Na vrchol se dá dostat po horské cestě Heilbronner Weg, nejbližší chatou je Waltenbergerhaus, který spravuje Deutscher Alpenverein. Na vrcholu hory byl v roce 1961 vztyčen kříž.